# Stazione di Sugamo
La Stazione di Sugamo (巣鴨駅?, Sugamo-eki) è una stazione ferroviaria di Tokyo, si trova nel quartiere di Toshima. È frequentata da una media di 122.000 utenti al giorno (JR e metropolitana).

## Linee

### Treni
- East Japan Railway Company
  - ■ Linea Yamanote

### Metropolitana
- Toei
  -  Toei Linea Mita

## Struttura

### Stazione JR East
La stazione JR East è servita dalla linea Yamanote con due binari e una banchina centrale a isola. Nel corso del 2013 saranno installate porte di banchina a metà altezza per proteggere l'accesso ai binari.
| 1 | ■ Linea Yamanote | per Ueno, Tokyo e Shimbashi       |
| 2 | ■ Linea Yamanote | per Ikebukuro, Shinjuku e Shibuya |

### Stazione Tokyo Metro
La stazione della linea Namboku della Tokyo Metro è sotterranea, con una banchina centrale a isola dotata di porte di banchina per proteggere l'accesso ai binari.
| 1 | Linea Mita | per Ōtemachi, Meguro e Hiyoshi |
| 2 | Linea Mita | per Nishi-Takashimadaira       |

## Stazioni adiacenti
| «              | Servizio       | »              |
| Linea Yamanote | Linea Yamanote | Linea Yamanote |
| -------------- | -------------- | -------------- |
| Ōtsuka         | Locale         | Komagome       |
| Linea Mita     |                |                |
| Sengoku        | Locale         | Nishi-Sugamo   |